# Liphistius nesioticus
Liphistius nesioticus is een spinnensoort uit de familie Liphistiidae. De soort komt voor in Thailand.